# Плодовое (Ленинградская область)
Плодо́вое (до 1949 года Ла́рьява, фин. Larjava)) — посёлок в Плодовском сельском поселении Приозерского района Ленинградской области.

## Название
Зимой 1948 года по постановлению общего собрания рабочих и служащих подсобного хозяйства Ботанического института деревня Ларьява получила новое наименование Садовая, но через полгода оно было изменено на Плодовая. Переименование было закреплено указом президиума ВС РСФСР от 13 января 1949 года.

## История
В писцовой книге Водской пятины 1568 года упоминается «Деревня Ларганова».

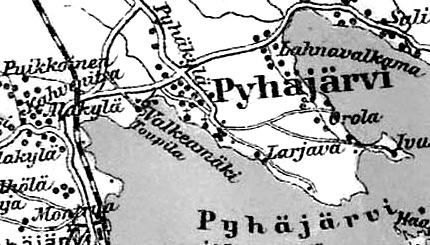
Деревня Ларьява на финской карте 1923 года

До 1940 года деревня Ларьява входила в состав волости Пюхяярви Выборгской губернии Финляндской республики.
С 1 мая 1940 года в составе Карело-Финской ССР.
С 1 августа 1941 года по 31 июля 1944 года финская оккупация.
С 1 ноября 1944 года в составе Пюхяярвского сельсовета Кексгольмского района
С 1 января 1948 года в составе Отрадненского сельсовета. В ходе укрупнения хозяйства к деревне Ларьява были присоединены соседние селения: Маттила, Махоинен и Хиеккавалкама.
С 1 января 1949 года учитывается как посёлок Плодовое. Позднее название Плодовое было распространено и на территорию бывшего села Пюхякюля.
С 1 июля 1960 года — в составе Плодовского сельсовета Приозерского района.
С 1 ноября 1963 года — в составе Выборгского района.
С 1 января 1965 года — вновь в составе Приозерского района. В 1965 году посёлок насчитывал 726 жителей.
По данным 1966 и 1973 годов посёлок Плодовое являлся административным центром Отрадненского сельсовета. В посёлке располагалась центральная усадьба совхоза «Первомайский».
По данным 1990 года посёлок Плодовое являлся административным центром Отрадненского сельсовета, в состав которого входили 13 населённых пунктов, общей численностью населения 2366 человек. В самом посёлке Плодовое проживали 1482 человека.
В 1997 году в посёлке Плодовое Отрадненской волости проживал 1537 человек, в 2002 году — 1474 человека (русские — 89 %). Посёлок являлся административным центром Отрадненской волости.
В 2007 году в посёлке Плодовое Плодовского СП проживали 1430 человек, в 2010 году — 1521 человек.

## География
Посёлок расположен в центральной части района на автодороге А121 «Сортавала» (Санкт-Петербург — Сортавала — автомобильная дорога Р-21 «Кола») в месте примыкания к ней автодороги 41К-154 (Торфяное — Заостровье).
Расстояние до районного центра — 25 км.
Расстояние до ближайшей железнодорожной станции Отрадное — 5 км.
Посёлок находится на северном берегу озера Отрадное.

## Демография
| 2007 | 2010  | 2017  |
| ---- | ----- | ----- |
| 1430 | ↗1521 | ↗1723 |

## Фото

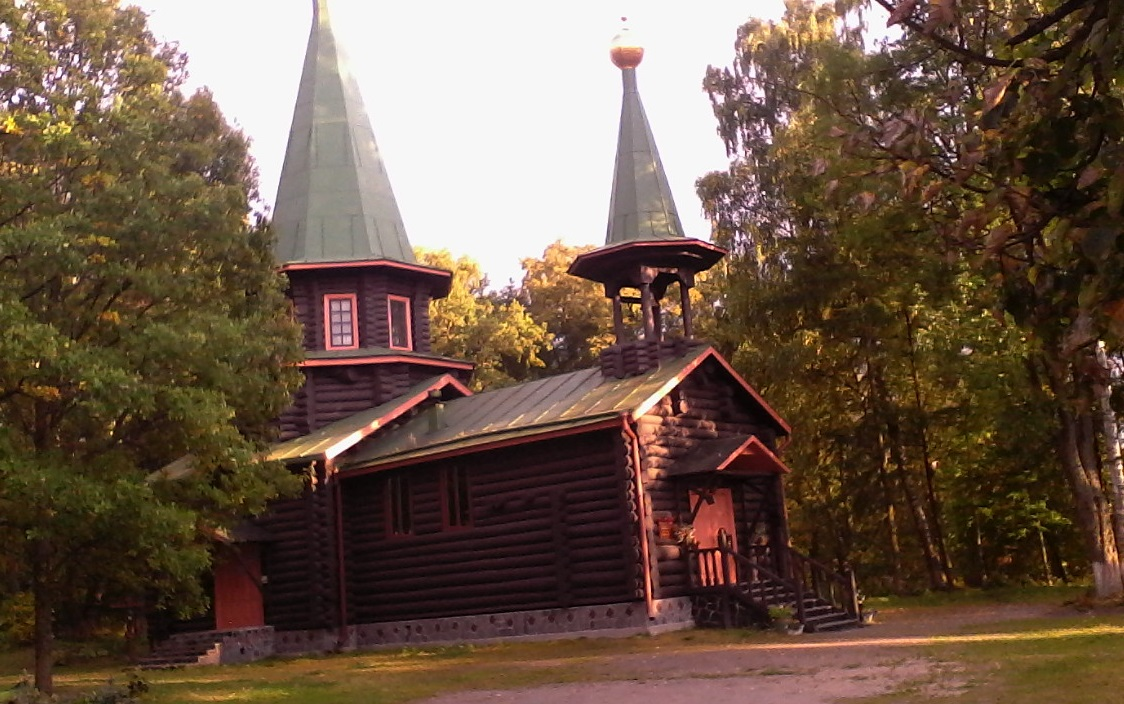
Покровская православная церковь. 2015 год

## Улицы
Береговая, Борисовская, Ботаническая, Зелёная, Зелёная Роща, Лесная, Луговая, Парковая, Первомайская, Полевая, Рябиновая, 70-летия Победы, Сосновая, Старо-Плодовская, Строителей, Финская, Центральная, Школьная, Шоссейная.